# Coolio.com
Coolio.com je album rappera Coolia. Album vyšlo pouze v Japonsku 18. dubna 2001 u JVC Victor Records. Většina písní se později objevila na albu El Cool Magnifico v roce 2002.

## Tracklist
1. I Like Girls (spolupráce Ms Toi) – 4:57
2. Yo-Ho-Ho – 3:48
3. Gangbangers (spolupráce Daz Dillinger, Spade) – 3:42
4. Show Me Love – 4:04
5. The Hustler (spolupráce Kenny Rogers) – 3:33
6. Right Now – 4:01
7. The Partay – 3:36
8. Dead Man Walking – 3:22
9. Life – 3:23
10. Would You Still Be Mine – 3:47
11. Skirrrrrrrt – 4:12
12. Neighborhood Square Dance – 3:40
13. These Are The Days – 4:07
14. Somebody's Gotta Die (spolupráce Krayzie Bone) – 4:58